# 拜恩萨
拜恩萨（Bhainsa），是印度安得拉邦Adilabad县的一个城镇。总人口41003（2001年）。

## 人口
该地2001年总人口41003人，其中男性21128人，女性19875人；0—6岁人口6869人，其中男3523人，女3346人；识字率54.45%，其中男性为63.62%，女性为44.71%。